# Vivien Greene
Vivien Greene (Vivien Dayrell-Browning) (1 de agosto de 1904 - 4 de septiembre de 2003) fue una escritora británica, una autoridad mundial en casas de muñecas, y también la viuda del novelista Graham Greene.  
A la edad de 13 años, Vivien Dayrell-Browning publicó una colección de poemas, llamado The Little Wings, con una introducción de G. K. Chesterton. En 1925 inició una correspondencia con Graham Greene, con quien contraería matrimonio dos años después. El matrimonio tuvo dos hijos, Lucy (nacida en 1933) y Francis (nacido en 1936). 
Graham abandonó a su familia en 1948 para estar con Catherine Walston, pero de acuerdo a las enseñanzas de la Iglesia católica (Vivien era una conversa y Graham se convirtió para poder contraer matrimonio con ella y luego abrazar y alejarse de la fe), la pareja nunca se divorció y permanecieron casados hasta la muerte de Graham en 1991. 
Vivien Dayrell-Browning Greene falleció a la edad de 99 años en 2003.
- Datos: Q7937855